# نظام المساواة بين البرازيل والبرتغال
نظام المساواة بين البرازيل والبرتغال (بالبرتغالية: Estatuto da Igualdade entre Brasil e Portugal) هي اتفاقية موقعة بين البرازيل والبرتغال في برازيليا في 7 سبتمبر 1971، والتي تضمن للبرتغاليين في البرازيل والبرازيليين في البرتغال حقوقًا وواجبات متساوية مع مواطنيهم.
بعد ذلك، تكرر الحكم في معاهدة الصداقة والتعاون والتشاور بين جمهورية البرازيل الاتحادية والجمهورية البرتغالية، الموقعة في بورتو سيجورو في 21 أبريل 2000، في الذكرى السنوية الـ 500 لاكتشاف البرازيل.

## الفوائد
يضمن النظام الأساسي معادلة الحقوق بين البلدين. وبالتالي يمكن للبرازيلي ممارسة حقوقه السياسية في البرتغال، والقدرة على التصويت، وكذلك يمكن للبرتغالي تقديم منافسة عامة (وممارسة مهنة سياسية) في البرازيل. يُسمح للمواطنين البرازيليين في البرتغال الذين يستفيدون من هذا الوضع بالحصول على بطاقة المواطن البرتغالي، وكذلك يمكن للبرتغاليين في البرازيل طلب بطاقة الهوية البرازيلية.
الاستثناء الوحيد يتعلق بالتكتلات الاقتصادية الخاصة بكل بلد: لا يتمتع البرازيلي بحرية الحركة داخل الاتحاد الأوروبي، في حين أن البرتغاليين لا يتمتعون بحقوق البرازيليين داخل ميركوسور، أي أن الاتفاقية موجودة فقط داخل الاتحاد الأوروبي. بدلا من اتفاق بين الكتل الاقتصادية.